# Ernest Ludwik I
Ernest Ludwik I (ur. 7 października 1672 w Gocie, zm. 24 listopada 1724 w Meiningen) – książę Saksonii-Meiningen. Jego władztwo było częścią Świętego Cesarstwa Rzymskiego Narodu Niemieckiego.

## Życiorys
Był najstarszym synem księcia Sachsen-Meiningen Bernarda I i jego pierwszej żony Marii Jadwigi Hesse-Darmstadt.
Na tron wstąpił po śmierci ojca 27 kwietnia 1706.
19 września 1704 w Gocie poślubił Dorotę Marię Sachsen-Gotha-Altenburg. Para miała pięcioro dzieci:
- Józefa Bernarda (1706-1724)
- Fryderyka Augusta (1707-1707)
- Ernesta Ludwika II (1709-1729), przyszłego księcia Saksonii-Meiningen.
- Ludwikę Dorotę (1710-1767)
- Karola Fryderyka (1712-1743), także przyszłego księcia Saksonii-Meiningen.

Jego drugą żoną była Elżbieta Zofia Brandenburska. Ich ślub odbył się 3 czerwca 1714. Z tego związku nie miał dzieci.